# Massimiliano Ferretti
Massimiliano Ferretti (Roma, 22 de junho de 1966) é um jogador de polo aquático italiano, campeão olímpico.

## Carreira
Massimiliano Ferretti fez parte da geração de ouro italiana no polo aquático, campeão olímpico de Barcelona 1992.